# Железный человек: Приключения в броне
«Железный человек: Приключения в броне» (фр. Iron Man: la série animée, англ. Iron Man: Armored Adventures, также известный в ранних рекламных материалах как Iron Man: The Animated Series) — мультипликационный сериал о персонаже комиксов Marvel Железном человеке. Сериал состоит из двух сезонов. Американская рок-группа Rooney написала саундтрек. Изначально транслировался на телеканале Nickelodeon. В 2011 и с 2020 года сериал доступен на Netflix, а также Disney+. Главной особенностью мультсериала является то, что, в отличие от остальных произведений про этого супергероя, большинство героев в нём — подростки.

## Сюжет
Мир мультсериала не относится ни к основной вселенной Marvel, ни к её кинематографической версии, в нём фигурируют альтернативные версии персонажей. В данном случае большинство героев в нём переживают подростковый возраст.

### Первый сезон
Отец 16-летнего вундеркинда Тони Старка, крупный промышленник Говард Старк, пропадает без вести в авиакатастрофе после отказа компаньону Обадайе Стейну в военной модернизации Земляных Буров — очередного изобретения школьника. Тони, также находившийся в самолёте, выживает благодаря броне, которую он только что изобретает и берёт с собой. У Тони повреждено сердце, и он собирает высокотехнологичный костюм из брони и начинает расследование возможной причастности Обадайи к смерти своего отца. Тони становится известен как «Железный человек». Он противодействует планам Стейна, а также спасает мир от других злодеев, таких как Мандарин, Призрак, Мадам Маска, Живой Лазер, А.И.М. (МОДОК), Призрак, Красное Динамо, Хлыст и Буран. Его помощниками становятся Джеймс «Роди» Роудс и Пеппер Поттс. Также в эпизодах появляются Чёрная пантера, Халк и Рик Джонс, Хэппи Хоган (как одноклассник Тони и баскетболист), Ник Фьюри, а также Агенты Щ. И.Т.
С первого сезона начинается сага о наборе важных артефактов — Маклуанских кольцах. Тони, Пеппер, Роди и Джин Хан вместе ищут 5 колец. После свержения своего отчима Синь Чжана Джин замышляет украсть кольца у своих друзей и в конечном итоге предаёт их. В сезоне также представлена история о Мадам Маске, которая завершается в эпизоде «Best Served Cold». Вражда Тони с Обадайей Стейном также частично завершается в этом эпизоде. Сезон заканчивается двумя кульминационными моментами в эпизоде «Tales of Suspense»: Джин, теперь лишённый друзей, обнаруживает, что Мандарин оставил по всему свету не 5, а 10 колец, а Тони узнаёт, что его отец, Говард, выжил в авиакатастрофе и находится в плену, в то время как его арсенал уничтожен во время атаки Синь Чжана, что мешает Тони найти и спасти своего отца.

### Второй сезон
Второй сезон, как и первый, состоит из 26 серий. В этом сезоне появляются новые персонажи и злодеи — Джастин Хаммер (Титановый человек), Обадайа Стейн, но уже в облике Железного Торговца, Доктор Дум, Магнето, Чёрная Вдова, Соколиный глаз и Железный человек 2099. Во втором сезоне была представлена новая броня, похожая на вариацию из фильма «Железный человек 2» 2010 года.
Второй сезон охватывает арку комиксов Armor Wars и сюжетные линии Stane International. В первой половине 2-го сезона, отражающей Armor Wars, Тони изобрёл для Роди броню Воителя, и теперь они вдвоём сражаются с людьми, которые украли технологию брони Старка и стремятся использовать их в своих целях. Джастин Хаммер и Стейн создают собственные подобные бронекостюмы. Джин Хан заставляет Говарда Старка найти остальные 5 Маклуанских колец.
Вторая половина второго сезона демонстрирует сюжетную линию, отчасти основанную на арке «Stane International». Обадайа Стейн пытается убить Тони, но погибает из-за того, что Джастин Хаммер получил контроль над его бронёй. Хаммер также захватывает Stark International, сменив Стейна. Старк, Роди и Поттс решают бороться против Хаммера. К концу второго сезона Тони встречается с отцом, а Пеппер опробовала броню Спасательницы (позднее была использована в фильме Кинематографической вселенной Marvel «Мстители: Финал»).
В двух последних сериях команда Мстителей, Щ.И.Т. и Железного человека борется против представителя народа Маклуаны, который считает, что по праву кольца принадлежат ему. В конечном итоге враг повержен, а Тони, Роди и Пеппер раскрывают миру свои супергеройские альтер эго. Джин Хан решает помогать Земле, а не уничтожать её.

## Главные роли озвучивали
- Адриан Петрив[англ.] — Тони Старк / Железный Человек[28]
- Дэниел Бэкон — Джеймс Роудс / Воитель
- Винсент Тонг[англ.] — Джин Хан, Гина Хана / Мандарин
- Анна Каммер[англ.] — Пеппер Поттс
- Маккензи Грэй — Обадайа Стейн / Железный Торговец[англ.][20][29]

## Производство
Над производством мультсериала работали студии Marvel Animation (США), Method Animation, D’Images и LuxAnimation (Франция). В «Железный человек: Приключения в броне» используется стиль CGI-анимации, схожий с Spider-Man: The New Animated Series. За несколько месяцев до своей первой трансляции первый эпизод сериала был представлен на San Diego Comic-Con 2008. Также там была комната, где публика могла встретиться и поговорить с сопродюсером сериала Джошем Файном и главным сценаристом Крисом Йостом, среди прочих, кто участвовал в постановке шоу. Канадский актёр Адриан Петрив озвучил Тони Старка. Как он сам говорил в интервью, хоть для него участие в мультсериале «не было большим прорывом», после него Петрив понял, что «анимация была тем путём, по которому он хотел идти». Американская рок-группа Rooney написала саундтрек. Также был снят видеоклип, в котором были показаны участники группы и нарезка моментов из мультсериала. Автор остальных композиций — Гай Мишельмор.
После конца второго сезона «Железный человек: Приключения в броне» создатели не задумывались всерьёз о дальнейшем продолжении. Продюсер второго сезона Меган Томас Бреднер «действительно гордится тем, что Спасательница появилась в конце сезона», и ему «жаль, что у них [создателей сериала] не было возможности рассказать больше историй про неё». Редактор сюжетов Брендон Ауман полагает, что если бы началось производство третьего сезона, то можно было бы рассказать историю о том, как Тони, Роди и Пеппер стараются быть героями после того, как весь мир узнал их личности.

## Релиз на DVD
Первый том был выпущен на DVD в США в октябре 2009 года. Он содержит первые 13 эпизодов. Второй том вышел в начале января 2010 года. В апреле было выпущено два совмещённых сезона в одном DVD. Полный первый сезон был выпущен в Соединённых Штатах 4 мая 2010 года. Он включал в себя ранее не издававшуюся пару DVD-дисков третьего и четвёртого томов. Первый том второго сезона был выпущен на DVD в конце июня 2012 года, а второй том — 25 сентября. Третий том был издан в конце января следующего года. Четвёртый том и полный комплект второго сезона стали доступны в апреле.
На русском языке официально на DVD издавались только с первого по девятый эпизод первого сезона компанией «Новый Диск».

## Трансляция
Изначально «Железный человек: Приключения в броне» транслировался на телеканале Nickelodeon. В США первый эпизод побил рекорд по количеству оригинальных программ с самым высоким рейтингом на канале Nicktoons с более чем 125 000 зрителей. Во Франции транслировался на каналах France 2 и France 4. На русском языке мультсериал показывался на телеканалах СТС, 2x2 и др. 2 марта 2010 года сериал был продлён на второй сезон, также состоящий из двадцати шести серий. Впоследствии первый сезон был размещён на Netflix, начиная с 29 апреля 2011 года. В 2020 году сериал снова добавили на Netflix, а также, как и многие другие произведения вселенной Marvel, был добавлен в библиотеку стримингового сервиса Disney+.

## Восприятие

### Критика
Некоторые критики сравнивают Тони Старка из мультсериала с Питером Паркером, Человеком-пауком. Лора Келли из Inverse назвала самым большим минусом сериала то, что Тони Старк «оказался учеником средней школы». Также Келли назвала Тони в картине «самодовольным одарённым подростком, шьющим костюм, чтобы произвести впечатление на папу», сравнивая оригинальную и подростковую версию персонажа. Лора после просмотра пилотного эпизода задалась вопросом, зачем умному подростку ходить в обычную среднюю школу, в то время как в оригинальных комиксах описывалось, что в 15 лет уже поступил в Массачусетский технологический институт. Обозреватель также негативно высказалась и о Пеппер Поттс, назвав плохим её надоедливый характер и высокий тон голоса, похвалив в то же время её хакерские способности.
Мэтт Сингер в своём топе мультсериалов Marvel для ScreenCrush упомянул главную тему сериала, назвав некоторые моменты в тексте странными и несоответствующими реальности. Nerds on the Rocks похвалили хорошую музыку из заставки, поскольку «она наполнена потрясающим битом и довольно забавным текстом». Тимоти Доноху в своём небольшом обзоре на мультсериал сравнивал его с оригинальными комиксами. Он считает, что изменения в истории были сделаны для того, чтобы мультсериал больше подходил для детской аудитории, что ранее подтвердил в интервью Меган Томас Брендер. Комментируя выпуск мультсериала «Железный человек: Приключения в броне» на Netflix в 2020 году, Дэвид Джеймс назвал его «незаслуженно забытым» и выразил надежду, что появление на Netflix напомнит о нём публике. Дэн Филлипс из IGN поставил сериалу 6.8 баллов, отметив в своей рецензии, что его самая эпичная и интересная часть — это борьба персонажей в броне, в отличие от простых разговоров между героями. Тёрнером Минтером из Screen Rant было высоко оценено исполнение роли Тони Старка актёром озвучания Адрианом Петривом.

### Награды
В 2012 году мультсериал одержал победу в номинации «Лучший телесериал для подростков» на фестивале Cartoons on the Bay. Попал на 31 место среди 60 величайших мультсериалов по версии журнала «TV Guide».